# Loi de Metcalfe

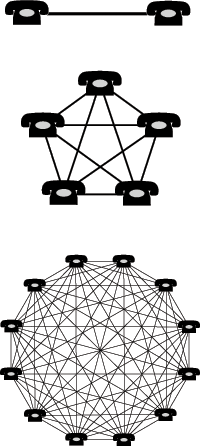
Les liens dans un réseau de 2, 5 puis 12 nœuds.

La loi de Metcalfe est une loi théorique et empirique de l'effet de réseau énoncée par Robert Metcalfe au début des années 1980, fondateur de la société 3Com et à l'origine du protocole Ethernet.

L’utilité d’un réseau est proportionnelle au carré du nombre de ses utilisateurs.
Imaginé au début pour convaincre de l'utilité du protocole Ethernet, cette loi s'appliquerait sous l'hypothèse d’homogénéité des nœuds du réseau, pouvant être constitué d'agents ou d'objets. Il permet une mesure quantitative de l'effet de réseau ou effet club. Ainsi un réseau de communication devient de plus en plus utile aux yeux d'une personne à mesure qu'il y a plus d'utilisateurs au global pouvant l'utiliser,.

## Explications
La loi de Metcalfe explique les effets de réseau liés aux technologies de l'information, applicable à des réseaux comme Internet, les systèmes de réseautage social et le World Wide Web. Elle s'explique par le fait que le nombre de liens potentiels dans un réseau avec {\displaystyle n} nœuds est {\displaystyle n(n-1)/2}, fonction équivalente à {\displaystyle n^{2}/2} pour {\displaystyle n} tendant vers l'infini.

## Applications
La Loi de Metcalfe dit simplement que plus il y a d'utilisateurs dans un réseau, plus ce réseau aura de la valeur.
- Elle trouve à s'appliquer dans n'importe quel réseau social (de type Facebook par exemple). Si vous vous trouvez seul inscrit vous n'y trouvez aucune utilité mais si toutes vos connaissances font également partie du réseau alors les fonctions de partage et d'échange commencent à prendre du sens[3].
- Elle explique aussi que le contenu d'outils collaboratifs (Wikipédia par exemple) s'enrichit et devient plus efficace, de manière encore plus rapide que la vitesse de croissance du nombre des contributeurs.
- Elle est en rapport avec la 3e colonne du triangle de Pascal 1, 3, 6, 10, 15, 21, …, soit 1 pour 2 nœuds, 10 pour 5 nœuds, et 66 pour 12 nœuds.
- Elle a également un intérêt à être appliquée dans le domaine de la cryptomonnaie, car plus un réseau crypto possède d’utilisateurs et plus ce même réseau voit sa valeur augmenter. Cependant, le nombre d‘utilisateurs n’est pas une donnée suffisante à elle seule pour expliquer la valeur d’une blockchain[4].

## Critiques
Dans son article Metcalfe's Law is Wrong, Andrew Odlyzko met en doute l'évolution quadratique de l'utilité d'un réseau. Sans contester la conclusion de Metcalfe (qui affirme l'existence d'une masse critique dans les réseaux menant à un effet réseau), il avance que l'utilité ne croît pas aussi rapidement que la loi de Metcalfe le dit, ce qui implique que nombre des prédictions quantitatives basées sur la loi de Metcalfe sont excessivement optimistes.
La croissance de la valeur du réseau atteint un maximum du fait d'autres restrictions, tels que le nombre de Dunbar ou encore des limites d'infrastructures.